# فلاديمير يوغوفيتش
فلاديمير يوغوفيتش (بالصربية: Владимир Југовић)‏ مواليد 30 أغسطس 1969 في جمهورية يوغوسلافيا الاشتراكية الاتحادية، هو لاعب كرة قدم صربي دولي سابق كان يلعب كلاعب وسط. سبق له أن لعب في كأس العالم لكرة القدم مع منتخب بلاده. لعب خلال مسيرته 360 مباراة سجل خلالها 57 هدفاً.

## المسيرة الاحترافية

### أندية لعب لها
- النجم الأحمر بلغراد
- نادي سامبدوريا
- يوفنتوس
- نادي لاتسيو
- أتلتيكو مدريد
- إنتر ميلان
- نادي موناكو
- أدميرا فاكر مودلينغ

## روابط خارجية
- فلاديمير يوغوفيتش على موقع الاتحاد الدولي (مؤرشف)  (الإنجليزية)
- فلاديمير يوغوفيتش على موقع الاتحاد الأوربي (الإنجليزية)
- فلاديمير يوغوفيتش على موقع قاعدة بيانات كرة القدم.إي يو (الإنجليزية)
- فلاديمير يوغوفيتش على موقع ناشيونال فوتبول تيمز (الإنجليزية)
- فلاديمير يوغوفيتش على موقع عالم كرة القدم.نت (الإنجليزية)